# Chotěnov
Chotěnov (en allemand : Chotienau) est une commune du district de Svitavy, dans la région de Pardubice, en République tchèque. Sa population s'élevait à 134 habitants en 2024.

## Géographie
Chotěnov se trouve à 22 km au nord-ouest de Svitavy, à 38 km au sud-est de Pardubice et à 129 km à l'est-sud-est de Prague.
La commune est limitée par Chotovice au nord, par Makov au nord-est, par Vidlatá Seč et Desná à l'est, par Poříčí u Litomyšle et Budislav au sud, et par Jarošov et Nová Ves u Jarošova à l'ouest.

## Histoire
La première mention écrite du village date de 1347.

## Galerie

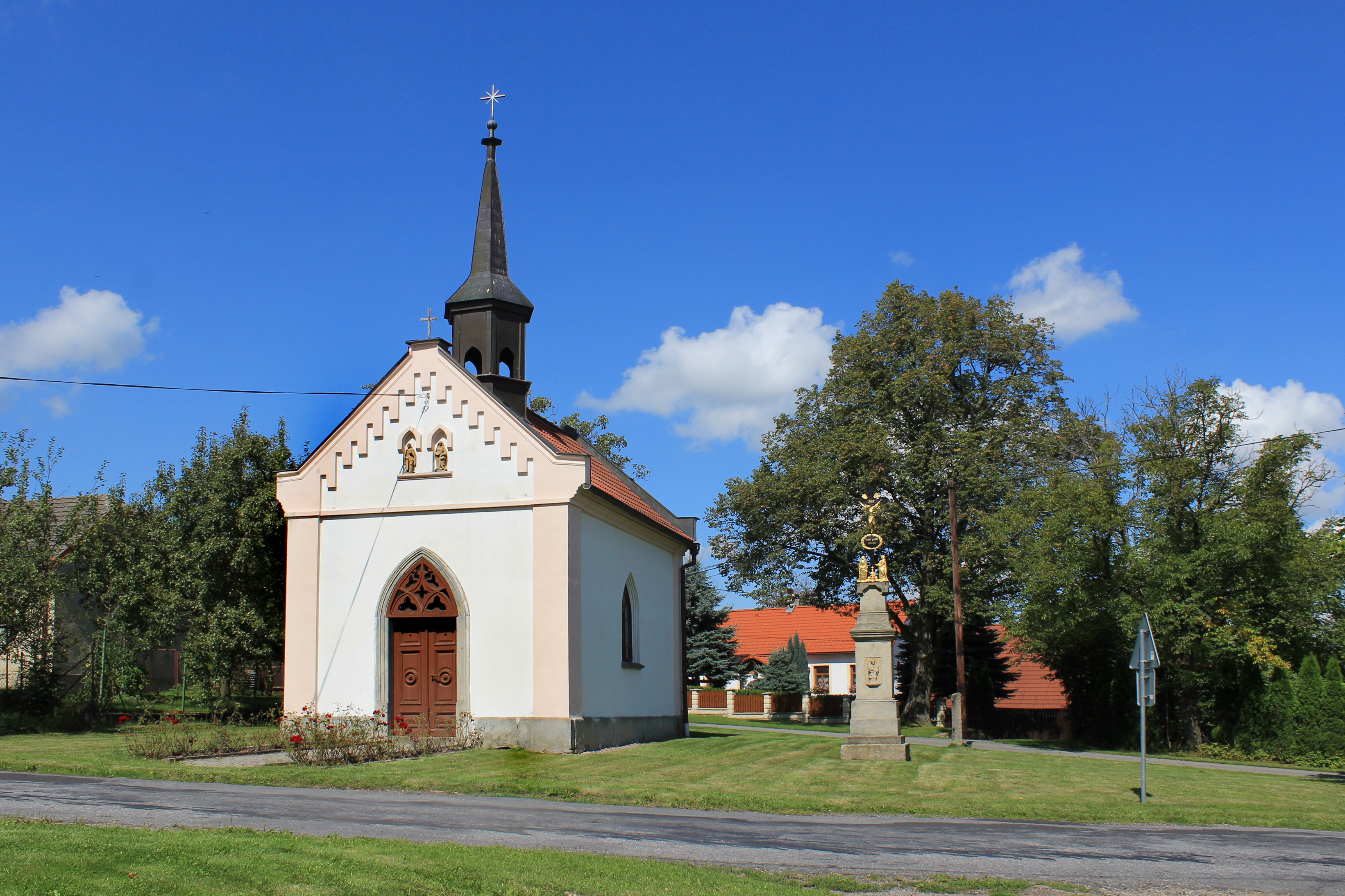
Chapelle à Chotěnov.
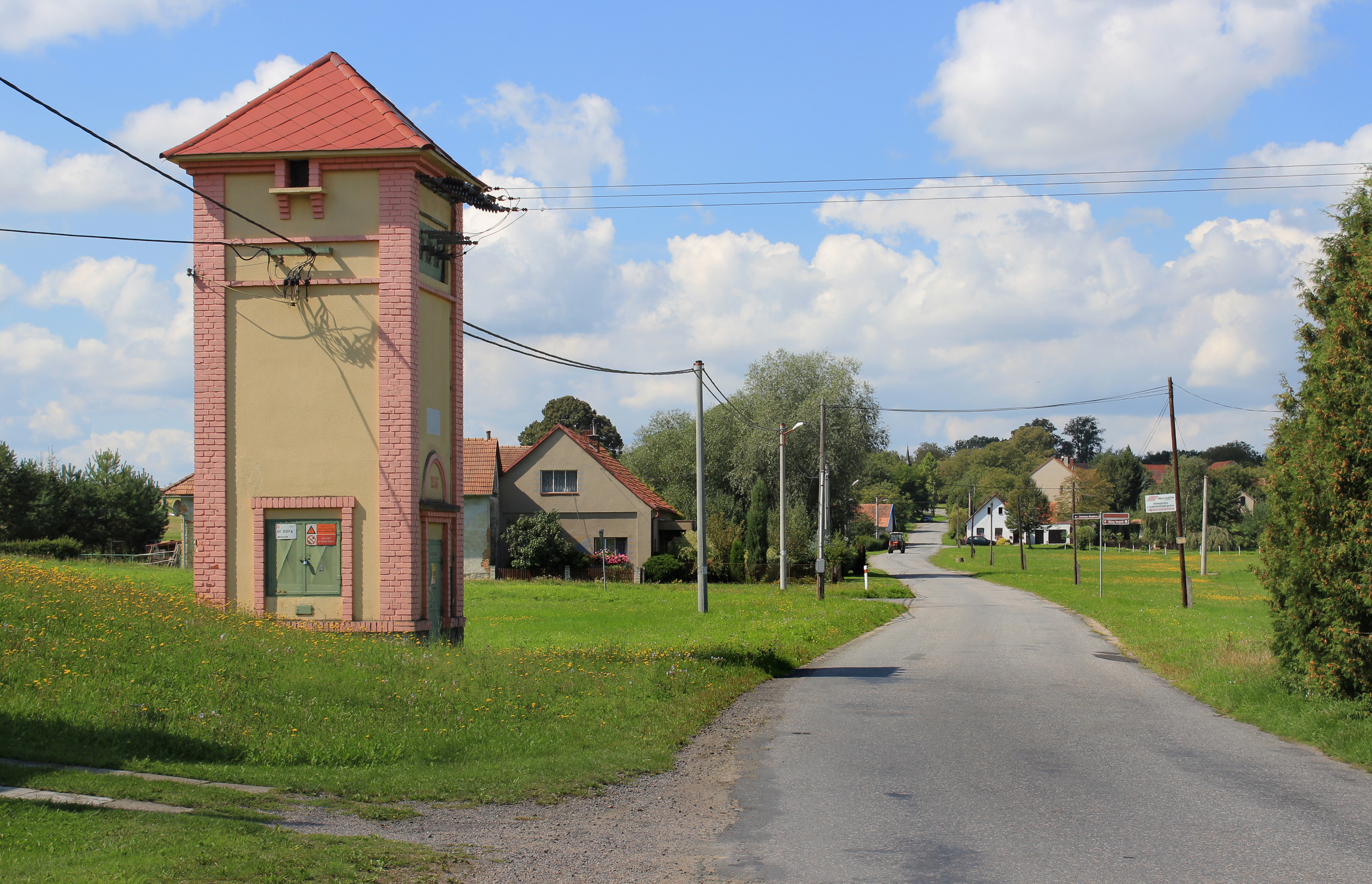
Transformateur.

## Transports
Par la route, Chotěnov se trouve à 15 km de Litomysl, à 33 km de Svitavy, à 50 km de Pardubice et à 166 km de Prague. 